# 고마쓰 겐타
고마쓰 겐타(일본어: 小松 憲太, 1988년 1월 19일 ~ )는 일본의 전 축구 선수이다.

## 구단 경력
과거 마쓰모토 야마가 FC에서 활동하였다.